# شارة حزب نورنبرغ
شارة يوم حزب نورمبرغ (بالألمانية: Das Nürnberger Parteiabzeichen von 1929)  كانت زخرفة سياسية موقرة للغاية للحزب النازي (NSDAP). كانت هذه الشارة الثانية المعترف بها على أنها جائزة وطنية للحزب. 

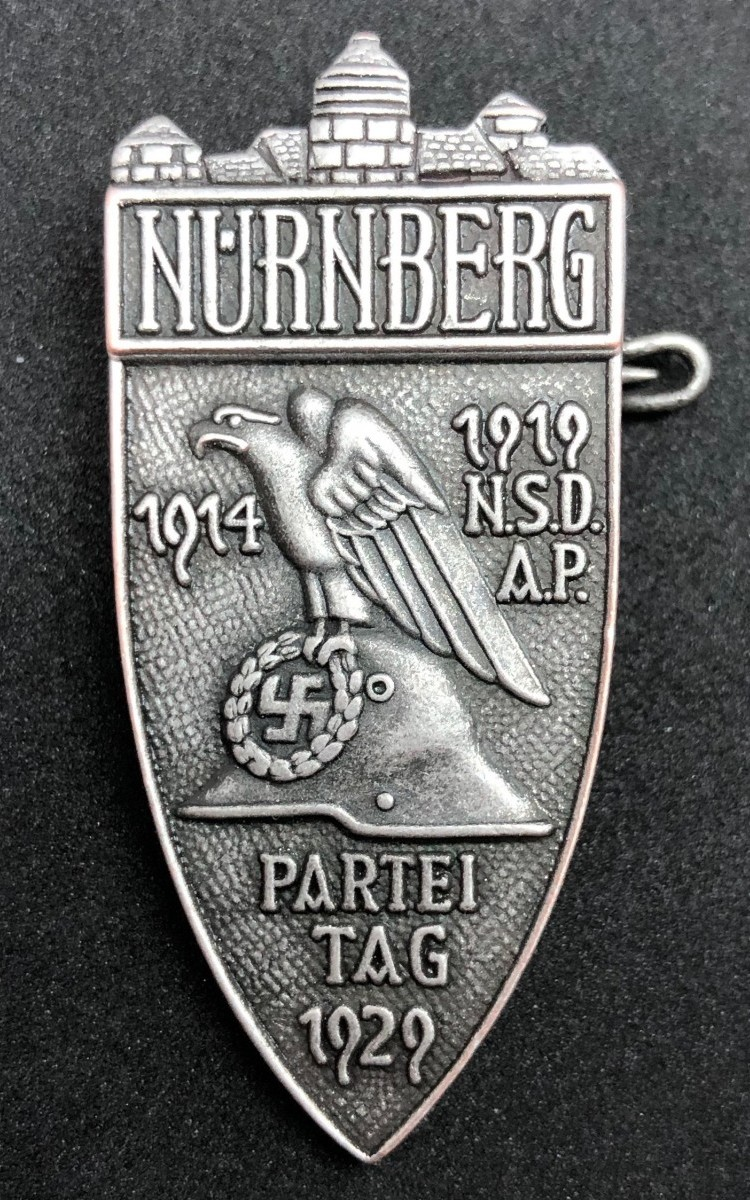
نورمبرغ

تُعرف هذه الشارة أيضًا باسم «شارة حزب نورنبرغ 1929»، وتم منحها لأعضاء الحزب النازي الذين حضروا التجمع الوطني في مدينة نورمبرغ.  شارة الشرف الخاصة، الحزب من خلال لوائح 6 نوفمبر 1936، أنشأت شارة للراي راسبارتيتيدج دير NSDAP (يوم الحزب الوطني الرابع) في نورمبرغ من 1-4 أغسطس 1929.  تصريح لارتداء حزب نورمبرغ منحت شارة من قبل غاولايتر (زعيم المنطقة العليا). قد يتم سحب ارتداء الشارة بواسطة هتلر ورئيس مستشارية الحزب النازي، مارتن بورمان. 

بعد تأسيس ألمانيا النازية، اتخذت شارة يوم حزب نورمبرغ رمزًا لـ «الحرس القديم» وكان يتم عرضها بشكل متكرر من قبل قادة رفيعي المستوى، بمن فيهم أدولف هتلر في مسيراتنورمبرغ لاحقًا. كان من المفترض أن تلبس الشارة على جانب الثدي الأيسر من الزي الرسمي.  يبلغ عرضها 21 ملم وارتفاعها 48 ملم؛ عرضت قلعة نورمبرغ في الأعلى مع كلمة «نورنبرغ» تحتها. كان هناك نسر جالسًا فوق خوذة في الوسط مع نقش "1914-1919 NSDAP Parteitag" من حوله. 
1. 1 2 3  Doehle 1995.
2. 1 2 3  Angolia 1989.